# Бондаренко Василь Омелянович
Бондаре́нко Васи́ль Омеля́нович (нар. 14 березня 1923, с. Хрулі — пом. 11 березня 1973) — командир роти 487-го стрілецького полку 143-ї стрілецької дивізії 47-ї армії 1-го Білоруського фронту, Герой Радянського Союзу.

## Біографія
Народився 14 березня 1923 року в селі Хрулі нині Лохвицького району Полтавської області в селянській родині. Навчався в Бодаквянській семирічній школі. Потім працював на шахті № 39 в місті Ровеньки Ворошиловградської області.
У жовтні 1941 року призваний до Червоної армії й направлений на фронт. У 1943 році закінчив курси молодших лейтенантів. Воював на Брянському, Центральному, 1-му Українському, 1-му Білоруському і 2-му Білоруському фронтах. Був тричі поранений.
15 січня 1945 року стрілецька рота 487-го Червонопрапорного стрілецького полку 143-ї Конотопсько-Коростенської Червонопрапорної ордена Суворова стрілецької дивізії під командуванням старшого лейтенанта Василя Бондаренко прорвала оборону противника в районі села Стара під Варшавою. Переслідуючи ворога, рота першою в дивізії форсувала Віслу, захопили дві траншеї противника і взяли під контроль дорогу Модлин — Варшава. Німці намагалися контратакувати і витіснити піхотинців з плацдарму, але вміло керуючи силами Бондаренко не тільки протримався до підходу основних сил, а й завдав противнику суттєвих втрат.
Указом Президії Верховної Ради СРСР від 27 лютого 1945 року за мужність і відвагу, проявлені при форсуванні Вісли і утриманні плацдарму на її західному березі старшому лейтенанту Бондаренку Василю Омеляновичу було присвоєно звання Героя Радянського Союзу з врученням ордена Леніна і медалі Золота Зірка.
Після війни Василь Омелянович продовжував службу в ЗС СРСР. У 1961 році майор Бондаренко звільнився в запас. Жив у Полтаві. Працював начальником охорони в обласному управлінні зв'язку. 11 березня 1973 року Василь Омелянович Бондаренко помер. Похований в Полтаві.

## Нагороди
- Медаль «Золота Зірка» Героя Радянського Союзу (№ 6426)
- Орден Леніна
- Орден Червоного Прапора
- Орден Олександра Невського
- Орден Вітчизняної війни II ступеня
- Орден Червоної Зірки
- Медалі

## Вшанування пам'яті
У Лохвицькому краєзнавчому музеї імені Г. С. Сковороди зібрані матеріали про героїчний шлях Василя Бондаренка. На Будинку культури у Бодакві на його честь встановлена меморіальна дошка.